# Altair (veicolo spaziale)
Altair, noto precedentemente come Lunar Surface Access Module (LSAM) era un veicolo progettato per l'allunaggio che avrebbe dovuto riportare gli astronauti sulla luna attorno al 2020. Faceva parte del progetto NASA chiamato Constellation. Il 1º febbraio 2010 il Presidente degli Stati Uniti d'America, Barack Obama, annunciò l'intenzione di cancellare il programma a partire dall'anno finanziario 2011. A differenza dei razzi Ares I e Ares V che verranno sostituiti dallo Space Launch System.

## Descrizione
Il modulo lunare Altair, simile al modulo lunare Apollo, era costituito da due stadi: uno stadio di discesa, che conteneva la maggior parte del carburante, gli alimentatori di energia e l'ossigeno per l'equipaggio, e uno stadio di salita che ospitava gli astronauti, l'equipaggiamento per il supporto vitale e il carburante per il motore del modulo di salita. A differenza del modulo Apollo, poteva far allunare tutto l'equipaggio presente nel modulo Orion che sarebbe rimasto senza equipaggio in orbita lunare. Era possibile anche far scendere il modulo senza equipaggio, ma senza inviare gli astronauti con Orion.
Erano presenti due boccaporti — uno posizionato in alto per l'attracco e il trasferimento interno tra Orion e il modulo lunare, e un altro per uscire sulla superficie. A differenza dell'Apollo, era presente una camera d'equilibrio simile a quella presente sullo Space Shuttle e sulla stazione spaziale tra la cabina e il portello principale. Essa permetteva agli astronauti di mettere e togliere le tute spaziali senza far entrare polvere lunare nella cabina e mantenendo la pressione interna del veicolo: il modulo lunare dell'Apollo richiedeva invece che tutta la cabina venisse depressurizzata prima di uscire sulla superficie. Inoltre un astronauta con un malfunzionamento alla tuta poteva tornare sul veicolo senza far terminare l'esplorazione al resto dell'equipaggio.

## Propulsione
Entrambi gli stadi usavano la tecnologia del combustibile criogenico, mentre il modulo lunare Apollo utilizzava combustibile ipergolico, ovvero sostanze chimiche che bruciano a contatto tra loro, senza la necessità di un meccanismo di accensione e in grado di essere immagazzinate indefinitamente. Il combustibile criogenico, come quello ipergolico, permetteva di evitare l'uso delle pompe di alimentazione, maggiormente soggette ad avarie.
I requisiti delle missioni imponevano al veicolo la capacità di allunare su un sito nella regione polare e di rallentare il modulo lunare e Orion per l'inserimento in orbita. Infatti il propulsore della navetta Orion non disponeva del carburante sufficiente per effettuare questa operazione. Il lander usava quattro motori RL-10 modificati (usati nel secondo stadio del razzo Atlas V) che usano idrogeno e ossigeno liquidi per la fase di discesa e un singolo motore RL-10 per il ritorno su Orion.
In origine era previsto l'uso di ossigeno e metano liquidi, infatti in previsione delle future missioni su Marte era stato proposto l'uso di reattori di Sabatier per convertire l'anidride carbonica presente sul pianeta in metano utilizzando idrogeno (raccolto o trasportato dalla Terra). Tuttavia i costi eccessivi e l'attuale immaturità della tecnologia dei razzi a ossigeno/metano aveva costretto la NASA ad attenersi all'uso di carburante criogenico.

## Assemblaggio in orbita

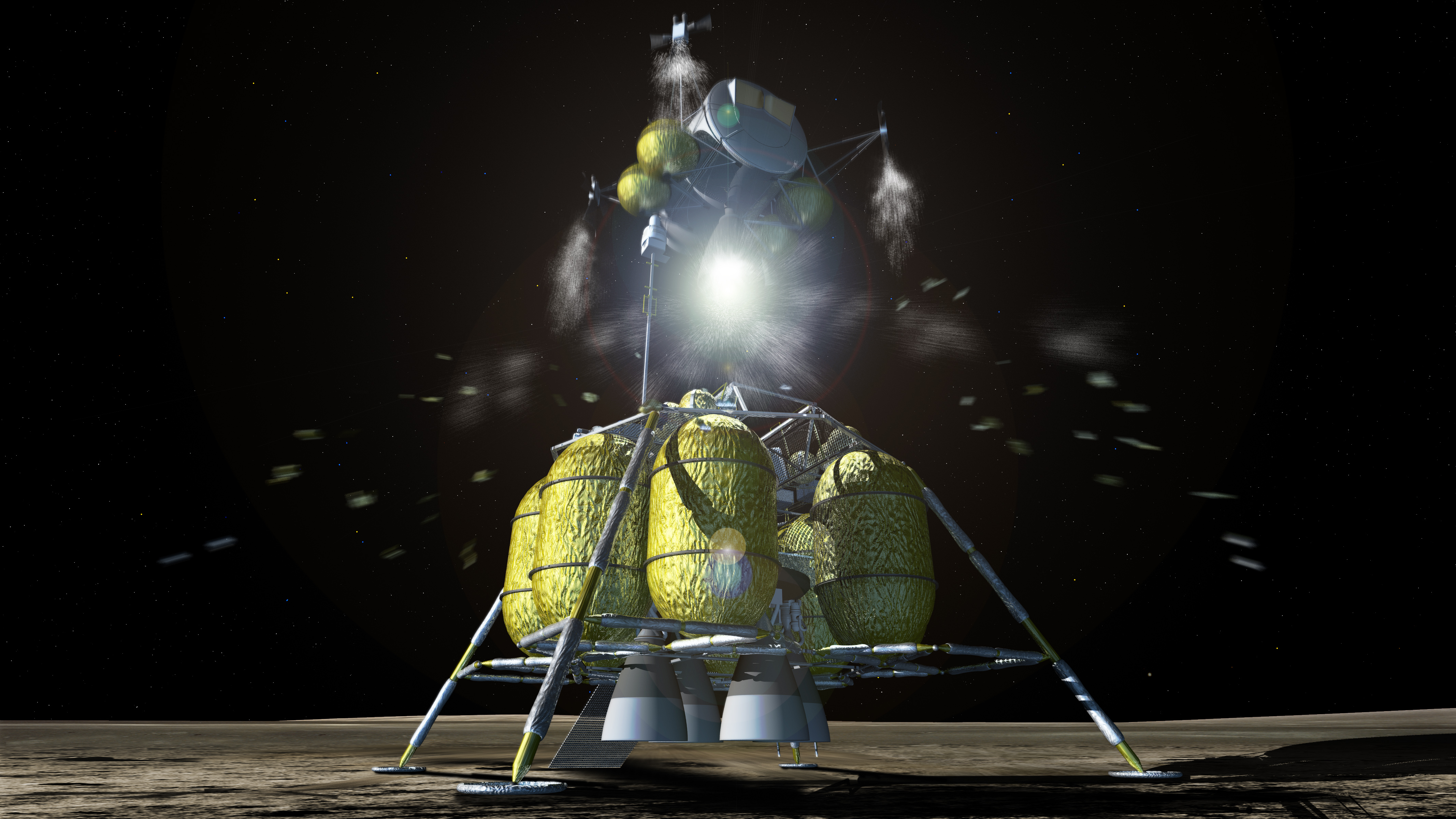
Lancio del modulo di ascesa per il ritorno degli astronauti in orbita lunare

A causa delle dimensioni e del peso di Altair e del Earth Departure Stage associato, venivano lanciati in orbita bassa terrestre attraverso il vettore Ares V, seguito dal modulo Orion inviato con il vettore Ares I in un lancio separato. Dopo il rendezvous e l'aggancio con Altair, l'equipaggio effettuava la configurazione della navetta combinata Orion/LSAM e veniva acceso l'Earth Departure Stage per spingere le due navette verso la Luna.